# UBU
UBU（うぶ）は、日本で活動していたお笑いコンビ。ホリプロに所属していた。

## メンバー
- 永松しのぶ（1972年2月21日[1][2][3] - ）
  - 大分県出身[1][3]。
  - 身長160cm、B83cm、W57cm、H83cm（1997年当時）[2]、血液型B型[1]。
  - 趣味は先祖供養[1]。
  - 芸能界入りする前は名古屋でピアノ調律師をしていた[3]。
  - UBU解散後は独立し、芸能事務所『オリオンズベルト』を設立。

- のりまん松本（1969年11月4日[1][2][3] - ）
  - 本名は松本則子[1][2]。「のりまん」とは本名に由来するあだ名[3]。
  - 長崎県出身[1][3]。
  - 身長164cm、B93cm、W60cm、H82cm（1997年当時）[2]、血液型A型[1]。
  - 趣味は早食い[3]。
  - 芸能界入りする前は女子校の体育教師をしていたが、女優を目指して上京[3]。テレビ朝日の深夜番組『M10』の中で募集し結成された女子野球チーム『プリティーズ』のメンバーとして芸能界デビュー[3]。

## 概説
二人ともリポーター業やナレーション業などを務めた後、永松が松本を無理矢理誘う形で結成し、1993年8月にデビュー。
主に、1990年代に活動し、ダイナミックなボディをコンビの特徴とし、胸の谷間を見せるのを売りにしたお色気コント。「日本一コンビ名と中身が一致しない」と評されたことがある。そして初めて作ったネタもお色気ネタだったという。しかし、永松は貧乳で谷間を線で書き、谷間を作っていた。1994年当時は、奇想天外な動きを減らしてリアルなOLネタをやっていると話している。
テレビ朝日のお笑い番組『GAHAHAキング 爆笑王決定戦』に出演した際、審査員のテリー伊藤に「一生見守る」と言わしめたことがある。
UBU結成前、永松と松本はガダルカナル・タカ司会の深夜番組『艶々ナイト』にて「艶艶ギャルズ」を務めていた。

## 出演
- タモリのボキャブラ天国（フジテレビ）キャッチコピーは「悩殺ハレンチ娘」→「セクシーレボリューション」。
- GAHAHAキング 爆笑王決定戦（テレビ朝日）[2]
- GAHAHA王国（テレビ朝日）[1]
- 爆笑BOOING（関西テレビ）勝ち抜けず。
- アッコにおまかせ!（TBSテレビ）アシスタント[1]
- スーパーJOCKEY（日本テレビ）[1]
- ギルガメッシュないと（テレビ東京系列）